# Lepilemur sahamalazensis
Lepilemur sahamalazensis är en primat i släktet vesslemakier som förekommer på nordvästra Madagaskar.

## Utseende
Individerna når en kroppslängd (huvud och bål) av 19 till 24 cm, en svanslängd av cirka 24 cm och en vikt av ungefär 700 g. Pälsens färg varierar något mellan olika exemplar. Grundfärgen på ovansidan är rödbrun medan undersidan är täckt av ljusgrå till krämvit päls. På ryggen mitt kan det finnas en otydlig mörk längdgående strimma. I ansiktet har arten gråaktig päls och på hjässan finns rödbrun päls.

## Utbredning och habitat
Arten lever endemisk på halvön Sahamalaza på Madagaskar. Utbredningsområdet är antagligen bara 10 km² stort. Primaten vistas i torra lövfällande skogar. Den föredrar områden med några stora träd som har en stor krona samt med flera mindre träd.

## Ekologi
Denna primat äter nästan uteslutande blad från olika träd och buskar. Födan kompletteras med några frukter och med ryggradslösa djur som spindlar och insekter. När honan inte är brunstig lever varje individ ensam i ett revir som är cirka 1,4 hektar stort. Individerna är aktiva på natten och vilar på dagen i trädens håligheter eller i det täta bladverket. De olika exemplaren varnar varandra med skrik för fiender som finns i närheten.

## Status
Trots artens sällsynthet jagas den av människor. I regionen finns en nationalpark. IUCN listar Lepilemur sahamalazensis som akut hotad (CR).